# Codex Nitriensis
- Papyrus
- Onciale
- Minuscules
- Lectionnaire

Le Codex Nitriensis est un palimpseste sur vélin en écriture grecque onciale. Il porte le numéro de référence  R ou 027 (Gregory-Aland), ε 22 (von Soden). Le manuscrit contient l'Évangile de Luc, il est très fragmentaire.

## Description
Le codex se compose de 48 folios, écrits sur deux colonnes, à 25 lignes par colonne. Les dimensions du manuscrit sont de 29,5 × 23,5 cm. Il est conservé à la British Library (Add. 17211) de Londres,.

## Contenu
Ce manuscrit est un palimpseste qui contient donc un texte apparent qui a été écrit sur un texte plus ancien effacé. Le texte apparent est un traité Syrien de Sévère d'Antioche du VIIIe siècle ou IXe siècle. 

### Contenu apparent
Le texte est divisé selon des sections de l'Ammonius d’Alexandrie, mais sans celles du Canons de concordances. Il contient τίτλοι (titres).
Le texte apparent du codex est de type byzantin. Kurt Aland le classe en Catégorie V.

### Contenu caché

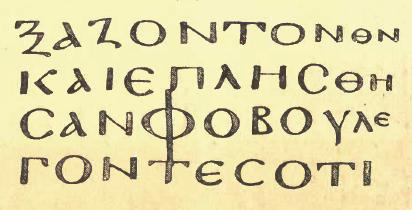
Le fragment avec le texte de Luc 5,26

Le texte effacé contenait une partie de l'Iliade, de l'Évangile selon Luc et des Éléments d'Euclide. Le texte de l'Évangile selon Luc comporte de nombreuses lacunes. Les parties de l'Évangile selon Luc conservées sont les suivantes : 1,1-13 ; 1,69-2,4 ; 2,16-27 ; 4,38-5,5 ; 5,25-6,8 ; 6,18-36 ; 6,39 ; 6,49-7,22 ; 7,44 ; 7,46 ; 7,47 ; 7,50 ; 8,1-3 ; 8,5-15 ; 8,25-9,1 ; 9,12-43 ; 10,3-16 ; 11,5-27 ; 12,4-15 ; 12,40-52 ; 13,26-14,1 ; 14,12-15,1 ; 15,13-16,16 ; 17,21-18,10 ; 18,22-20,20 ; 20,33-47 ; 21,12-22,6 ; 22,8-15 ; 22,42-56 ; 22,71-23,11 ; 23,38-51.
Les paléographes sont unanimes pour dater ce manuscrit du VIe siècle.